# Colchester (Nowy Jork)
Colchester – miasto w Stanach Zjednoczonych, w stanie Nowy Jork, w hrabstwie Delaware.